# Hermelinghen
Ne doit pas être confondu avec Hervelinghen.
Hermelinghen est une commune française située dans le département du Pas-de-Calais en région Hauts-de-France. Ses habitants sont appelés les Hermelinghinois.
La commune fait partie de la communauté de communes Pays d'Opale qui regroupe 23 communes et compte 25 186 habitants en 2021.
Le territoire de la commune est situé dans le parc naturel régional des Caps et Marais d'Opale.

## Géographie

### Localisation
Localisée dans le nord du département du Pas-de-Calais, Hermelinghen est une commune, limitrophe, au nord, de la commune de Guînes, située, à vol d'oiseau, à 19 km au nord-est de la commune de Boulogne-sur-Mer et à 17 km au sud de la commune de Calais (chef-lieu d'arrondissement). La commune se situe entre les pôles secondaires de Guînes (au nord, accès par la D 127 ou la D 215), Licques à l'est (D 191 qui rejoint la D 224) et Marquise plus loin à l'ouest.
Le territoire de la commune est limitrophe de ceux de cinq communes.
Les communes limitrophes sont Guînes, Alembon, Bouquehault, Fiennes et Hardinghen.

### Géologie et relief
La superficie de la commune est de 6,43 km2 ; son altitude varie de 95  à   185 m.
Le territoire fait partie du paysage de la marge nord-est de la boutonnière du Boulonnais et est marqué par ses coteaux calcaires.
Il est composé en deux parties quasi-égales en superficie : un plateau au nord, à une altitude supérieure à 150 m, et une plaine au sud et à l'ouest, d'altitude inférieure à 120 m. Un coteau reliant les Monts de Condy à l'ouest et d'André à l'est marque la limite entre ces deux entités. Le coteau se plie et se prolonge au sud : il encercle la plaine d'Hermelinghen. Le mont d'André, à l'est, culmine à 180,7 m, le mont Auban (au nord-ouest, à côté du Mont de Condy) à 168 m. Deux vallons marquent également le relief communal, celui du Puits du Sars au nord et celui de la source de la Slack au sud.
Les sous-sols sont plutôt composés de craie blanche à silex.

### Hydrographie
Le territoire de la commune est situé dans le bassin Artois-Picardie.
La source de la Slack se situe au sud-ouest de la commune, au lieu-dit de la Fontaine. Ce fleuve, cours d'eau naturel de 21,78 km, se jette dans la Manche au niveau de la commune d'Ambleteuse.
Autrement, la présence permanente de l'eau sur la commune est anecdotique (quelques rus à l'ouest).

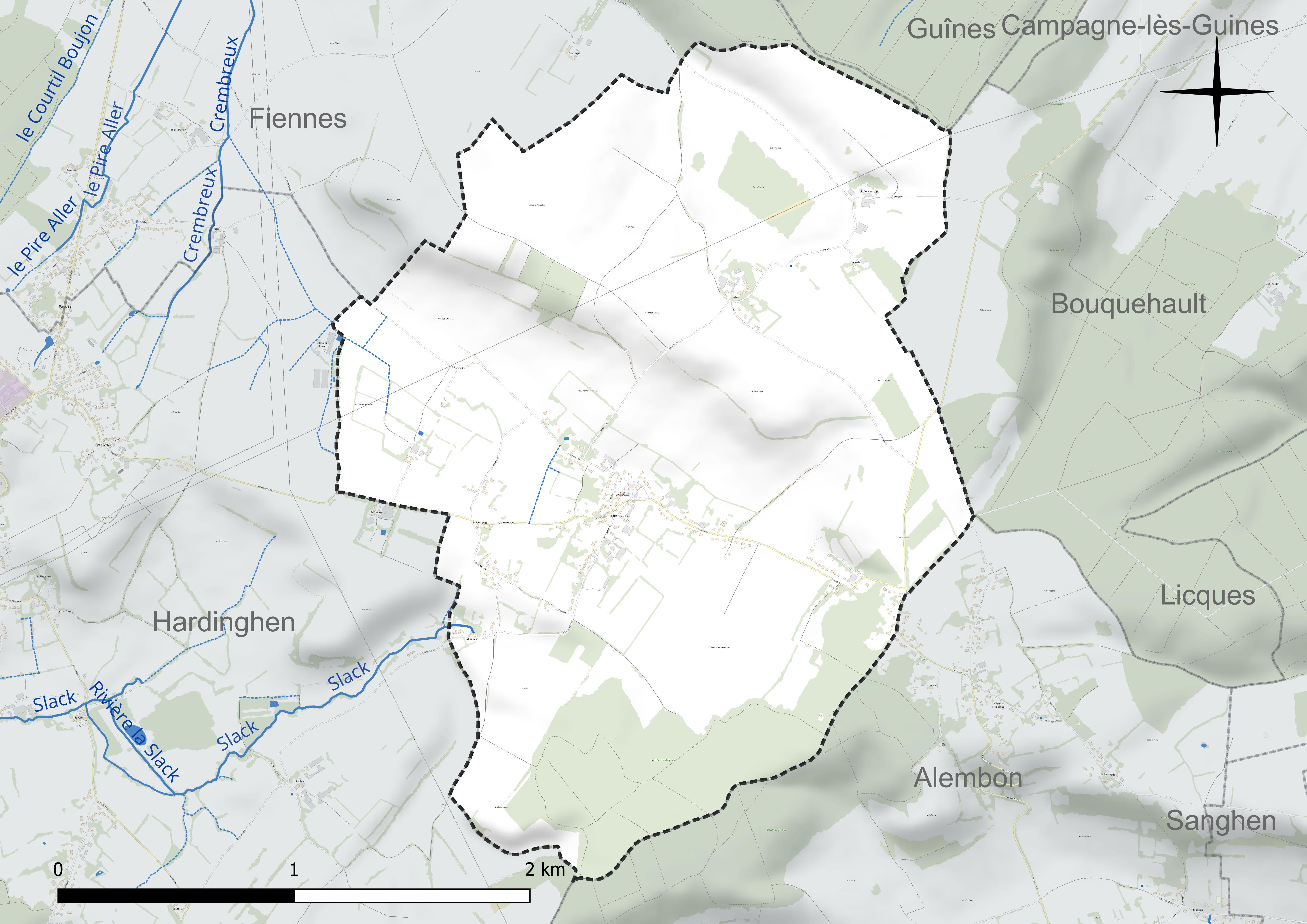
Réseau hydrographique d'Hermelinghen.

### Climat
Pour des articles plus généraux, voir Climat des Hauts-de-France et Climat du Pas-de-Calais.
En 2010, le climat de la commune est de type climat océanique franc, selon une étude du CNRS s'appuyant sur une série de données couvrant la période 1971-2000. En 2020, Météo-France publie une typologie des climats de la France métropolitaine dans laquelle la commune est exposée à un climat océanique et est dans la région climatique Côtes de la Manche orientale, caractérisée par un faible ensoleillement (1 550 h/an) ; forte humidité de l’air (plus de 20 h/jour avec humidité relative > 80 % en hiver), vents forts fréquents.
Pour la période 1971-2000, la température annuelle moyenne est de 10 °C, avec une amplitude thermique annuelle de 13,4 °C. Le cumul annuel moyen de précipitations est de 919 mm, avec 12,9 jours de précipitations en janvier et 8,9 jours en juillet. Pour la période 1991-2020, la température moyenne annuelle observée sur la station météorologique la plus proche, située sur la commune de Licques à 6 km à vol d'oiseau, est de 10,5 °C et le cumul annuel moyen de précipitations est de 1 138,1 mm,. Pour l'avenir, les paramètres climatiques de la commune estimés pour 2050 selon différents scénarios d'émission de gaz à effet de serre sont consultables sur un site dédié publié par Météo-France en novembre 2022.

### Paysages
Pour un article plus général, voir Paysage en France.
La commune s'inscrit à la jonction de deux paysages régionaux tels qu’ils sont définis dans l’atlas de paysages de la région Nord-Pas-de-Calais, conçu par la direction régionale de l'Environnement, de l'Aménagement et du Logement (DREAL), :
- les « paysages boulonnais » qui concernent 66 communes, se délimitent : au Nord, par les paysages des coteaux calaisiens et du Pays de Licques, à l'Est, par les paysages du Haut pays d'Artois, et au Sud, par les paysages Montreuillois.

Les « paysages boulonnais », constitués d'une boutonnière bordée d'une cuesta définissant un pays d'enclosure, sont essentiellement un paysage bocager composé de 47 % de son sol en herbe ou en forêt et de 31 % en herbage, avec, dans le sud et l'est, trois grandes forêts, celle de Boulogne, d'Hardelot et de Desvres et, au nord, le bassin de carrière avec l'extraction de la pierre de Marquise depuis le Moyen Âge et de la pierre marbrière dont l'extraction s'est développée au XIXe siècle.
La boutonnière est formée de trois ensembles écopaysagers : le plateau calcaire d'Artois qui forme le haut Boulonnais, la boutonnière qui forme la cuvette du bas Boulonnais et la cuesta formée d'escarpements calcaires.
Dans ce paysage, on distingue trois entités :
- - les vastes champs ouverts du Haut Boulonnais ;
  - le bocage humide dans le Bas Boulonnais ;
  - la couronne de la cuesta avec son dénivelé important et son caractère boisé[15] ;
- les « paysages des coteaux calaisiens et du pays de Licques » concernent 56 communes du Pas-de-Calais. Ces paysages s'étendent sur environ 30 km de long (est-ouest) et 15 km de large (nord-sud) et présentent deux sous-ensembles : les coteaux calaisiens au nord et le pays de Licques au sud. Les altitudes de ces paysages varient de 206 m dans le Pays de Licques, à 120 m dans l’ouest des coteaux Calaisiens, près de Guînes, et à 10 m dans l'est, près d'Audruicq[16].

Ces paysages recouvrent trois entités écopaysagères : les collines guînoises qui constituent le rebord septentrional de l'Artois, l'entité de Bredenarde qui appartient à la plaine maritime flamande, et la cuvette de Licques. Ils sont constitués de 59,70 % de cultures, de 17,30 % de forêts, de 15,11 % de prairies naturelles, permanentes, de 7,45 % d'espaces artificialisés, avec les quatre principales communes que sont Audruicq, Ardres, Guînes et Licques, de 0,27 % d'industries, et de 0,18 % de cours d'eau et plan d'eau.
Les éléments structurants de ces paysages sont la LGV Nord et l'A26, la rivière la Hem qui coule du sud vers le nord-est, les escarpements sur les coteaux du Calaisis et autour du pays de Licques et, d'ouest en est, les différents boisements comme la forêt de Guînes, le bois de l'Abbaye, la forêt de Tournehem et une partie de la forêt d'Éperlecques.

### Milieux naturels et biodiversité
Les 3/4 de la commune sont classés en ZNIEFF (zone naturelle d'intérêt écologique faunistique et floristique) de type 2 (no 33), et la limite nord correspondant à la forêt de Guînes et ses lisières en ZNIEFF de type 1 (no 033-12). Le versant nord du vallon du Puits du Sars est également classé SIC (site d'importance communautaire, Natura 2000, SPN no 485) pour ses pelouses et bois neutrocalcicoles.

#### Espace protégé et géré
La protection réglementaire est le mode d’intervention le plus fort pour préserver des espaces naturels remarquables et leur biodiversité associée.
Dans ce cadre, la commune fait partie d'un espace protégé : le parc naturel régional des Caps et Marais d'Opale, d’une superficie de 132 499 ha réparties sur 154 communes, géré par le syndicat mixte d'aménagement et de gestion du parc naturel régional des Caps et Marais d'Opale.

#### Zones naturelles d'intérêt écologique, faunistique et floristique
L’inventaire des zones naturelles d'intérêt écologique, faunistique et floristique (ZNIEFF) a pour objectif de réaliser une couverture des zones les plus intéressantes sur le plan écologique, essentiellement dans la perspective d’améliorer la connaissance du patrimoine naturel national et de fournir aux différents décideurs un outil d’aide à la prise en compte de l’environnement dans l’aménagement du territoire.
Le territoire communal comprend deux ZNIEFF de type 1 : 
- la forêt domaniale de Guînes et ses lisières. Cette ZNIEFF est située sur les marges des collines de l'Artois dont elle marque le rebord septentrional, en limite de la plaine maritime flamande[19] ;
- le bois de Haut, bois de l'Enclos et coteaux adjacents. Cette ZNIEFF est situé sur l’escarpement crayeux du Haut-Boulonnais[20].

et une ZNIEFF de type 2 : la boutonnière de pays de Licques. Cette ZNIEFF, de 17 830 ha, s'étend sur 43 communes.

Carte des ZNIEFF de type 1 et 2 sur la commune
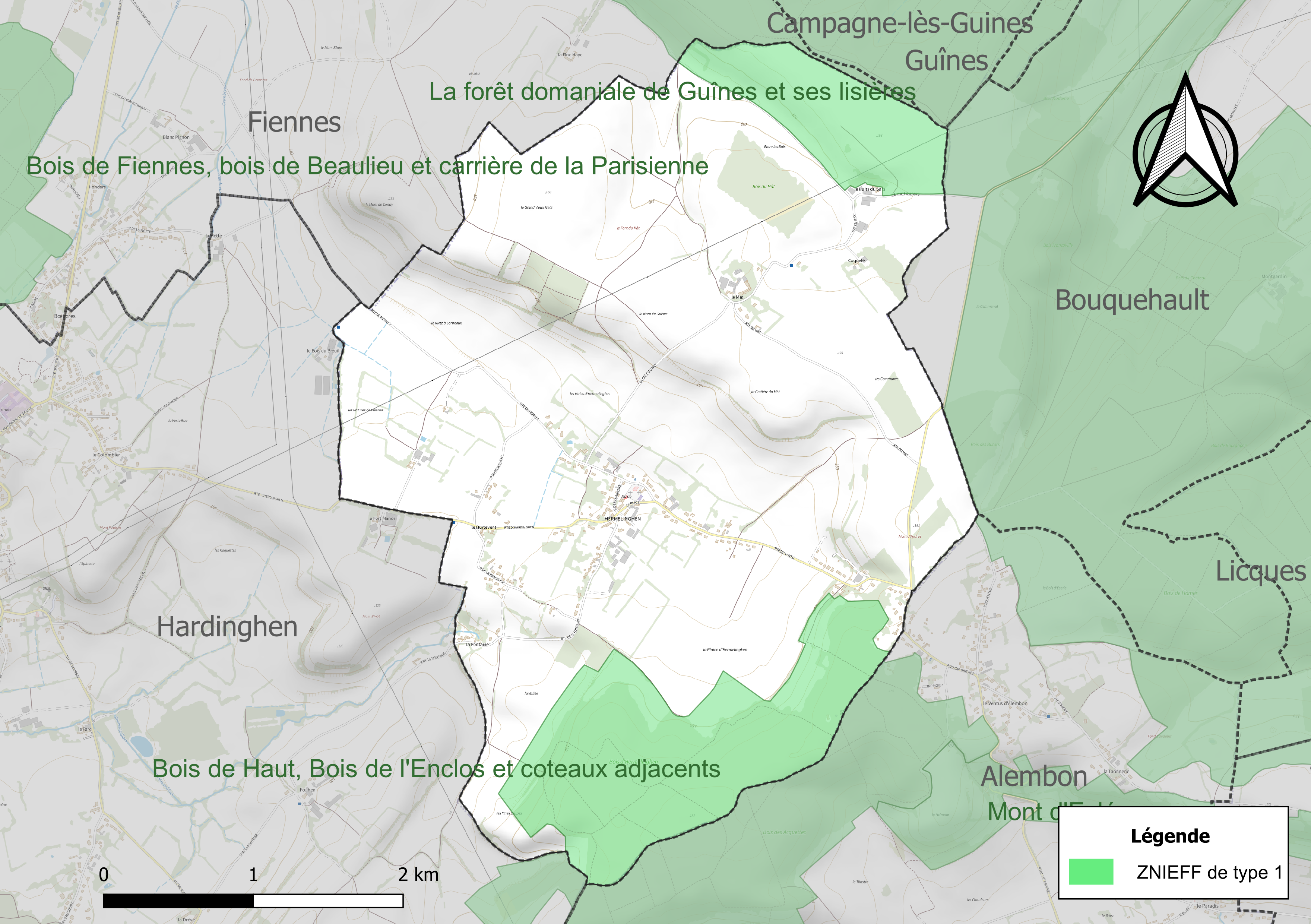
Carte des ZNIEFF de type 1 sur la commune.
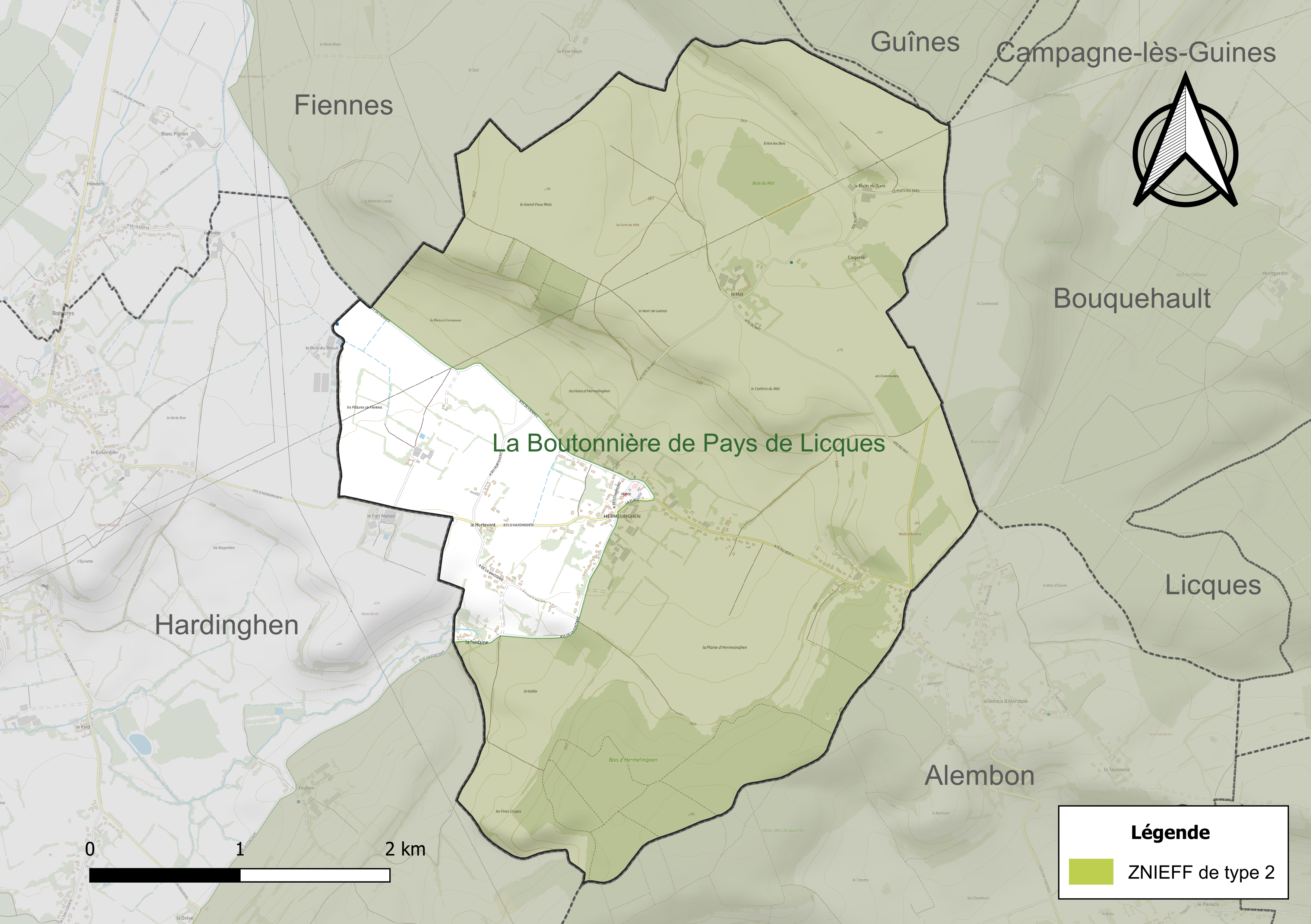
Carte de la ZNIEFF de type 2 sur la commune.

#### Site Natura 2000
Le réseau Natura 2000 est un réseau écologique européen de sites naturels d’intérêt écologique élaboré à partir des directives « habitats » et « oiseaux ». Ce réseau est constitué de zones spéciales de conservation (ZSC) et de zones de protection spéciale (ZPS). Dans les zones de ce réseau, les États membres s'engagent à maintenir dans un état de conservation favorable les types d'habitats et d'espèces concernés, par le biais de mesures réglementaires, administratives ou contractuelles.
Sur la commune, un site Natura 2000 de type B est défini en site d'importance communautaire (SIC): les pelouses et bois neutrocalcicoles des cuestas du Boulonnais et du Pays de Licques et la forêt de Guines.

#### Espèces faunistiques et floristiques
L’Inventaire national du patrimoine naturel (INPN) recense plusieurs espèces faunistiques et floristiques sur le territoire de la commune dont certaines sont protégées et d’autres menacées et quasi-menacées.

## Urbanisme

### Typologie
Au 1er janvier 2024, Hermelinghen est catégorisée commune rurale à habitat dispersé, selon la nouvelle grille communale de densité à sept niveaux définie par l'Insee en 2022.
Elle est située hors unité urbaine. Par ailleurs la commune fait partie de l'aire d'attraction de Calais, dont elle est une commune de la couronne,. Cette aire, qui regroupe 45 communes, est catégorisée dans les aires de 50 000 à moins de 200 000 habitants,.

### Occupation des sols
L'occupation des sols de la commune, telle qu'elle ressort de la base de données européenne d’occupation biophysique des sols Corine Land Cover (CLC), est marquée par l'importance des territoires agricoles (89,8 % en 2018), une proportion identique à celle de 1990 (89,8 %). La répartition détaillée en 2018 est la suivante : 
terres arables (72,8 %), zones agricoles hétérogènes (16,7 %), forêts (10,2 %), prairies (0,2 %). L'évolution de l’occupation des sols de la commune et de ses infrastructures peut être observée sur les différentes représentations cartographiques du territoire : la carte de Cassini (XVIIIe siècle), la carte d'état-major (1820-1866) et les cartes ou photos aériennes de l'IGN pour la période actuelle (1950 à aujourd'hui).

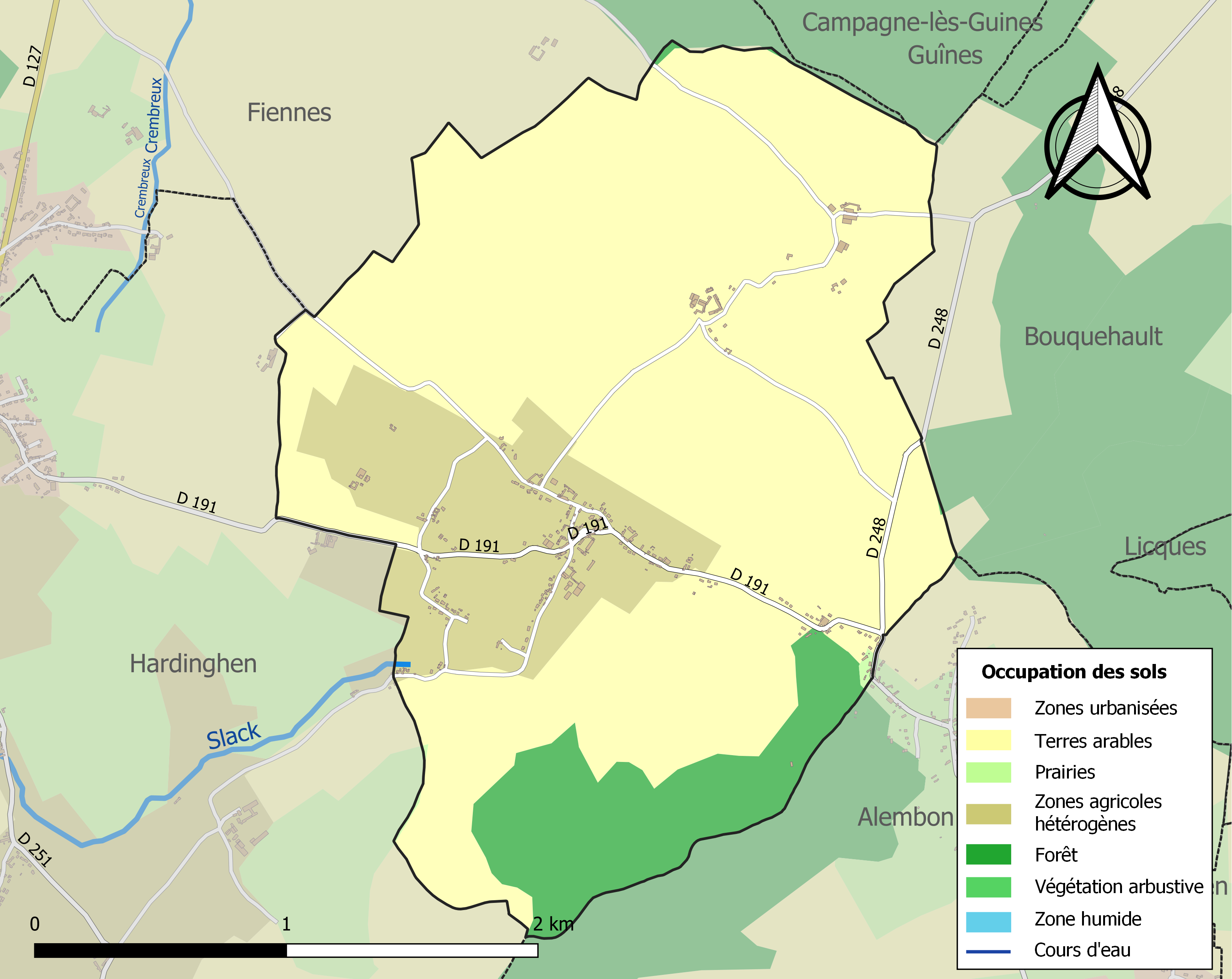
Carte des infrastructures et de l'occupation des sols de la commune en 2018 (CLC).

### Qualité de l'environnement
Incluse dans le bassin Artois - Picardie, la commune est concernée par son SDAGE (schéma directeur d'aménagement et de gestion des eaux) et par le SAGE (schéma d'aménagement et de gestion des eaux) du Boulonnais.

## Toponymie
Le nom de la localité est attesté sous les formes Hermelingehem (1138), Herminigehem (1157), Hermelingacem (1182), Ermelengem (1190), Hermelighem (1192), Hermenghem (1198), Ermelinghen (1206), Ermelinghem (XIIe et XIIIe siècles), Emelingehem (1210), Hermelinguan et Hermelinguehan (1583), Hermelinghemium (XVIIe siècle), Hermelinghen (1707).
D'un nom de personne germanique Ermil ou Harmilo+ ing (ou -ingen) + heim,, signifiant « demeure du peuple d'Ermil» :

## Histoire
En 1136, Baudouin d'Ermelinghen est un des témoins d'une charte passée par Eustache de Bavelinghem (Balinghem) en faveur de l'abbaye Saint-Médard d'Andres.
Baudouin d'Ermelinghen, peut-être le fils du précédent, épouse Hanoise de Bavelinghem, fille d'Hugues ou de Frumold, enfants d'Eustache, cité ci-dessus. Il est connétable du Boulonnais. Baudouin fait partie de l'entourage du comte de Guînes Arnould Ier de Guînes lorsque celui-ci passe vers 1145 une charte en faveur de l'abbaye de Clairmarais.
Vers 1179, Baudouin d'Hermelinghen, écuyer du comte de Boulogne, sauve la vie de moines de l'Abbaye Saint-Bertin de Saint-Omer venus percevoir la dîme du hareng dans les paroisses dont l'abbaye dirigeait l'église (Calais, Gravelines et d'autres hameaux). Ce droit avait été accordé par une bulle du pape Alexandre III en 1179 et avait provoqué la fureur des habitants des dits lieux.
En 1273, Baudouin connétable d'Herminghem est un des treize barons du comté de Guînes.

## Politique et administration

### Découpage territorial
La commune se trouve dans l'arrondissement de Calais du département du Pas-de-Calais.

#### Commune et intercommunalités
La commune est membre de la communauté de communes Pays d'Opale.

#### Circonscriptions administratives
La commune est rattachée au canton de Calais-2.

#### Circonscriptions électorales
Pour l'élection des députés, la commune fait partie de la sixième circonscription du Pas-de-Calais.

### Élections municipales et communautaires

#### Liste des maires
| Période                                  | Période                    | Identité          | Étiquette | Qualité                                                         |
| ---------------------------------------- | -------------------------- | ----------------- | --------- | --------------------------------------------------------------- |
| Les données manquantes sont à compléter. |                            |                   |           |                                                                 |
| mars 2001                                | 2008                       | Marcel Delattre   | DVD       |                                                                 |
| mars 2008                                | En cours (au 23 mars 2022) | Christophe Dupont |           | Réélu pour le mandat 2014-2020, Réélu pour le mandat 2020-2026, |

## Population et société

### Démographie
Les habitants sont appelés les Hermelinghinois.

#### Évolution démographique
L'évolution du nombre d'habitants est connue à travers les recensements de la population effectués dans la commune depuis 1793. Pour les communes de moins de 10 000 habitants, une enquête de recensement portant sur toute la population est réalisée tous les cinq ans, les populations de référence des années intermédiaires étant quant à elles estimées par interpolation ou extrapolation. Pour la commune, le premier recensement exhaustif entrant dans le cadre du nouveau dispositif a été réalisé en 2006.

En 2022, la commune comptait 406 habitants, en évolution de +0,25 % par rapport à 2016 (Pas-de-Calais : −0,72 %, France hors Mayotte : +2,11 %).
| 1793 | 1800 | 1806 | 1821 | 1831 | 1836 | 1841 | 1846 | 1851 |
| ---- | ---- | ---- | ---- | ---- | ---- | ---- | ---- | ---- |
| 295  | 256  | 279  | 262  | 290  | 268  | 270  | 268  | 256  |

| 1856 | 1861 | 1866 | 1872 | 1876 | 1881 | 1886 | 1891 | 1896 |
| ---- | ---- | ---- | ---- | ---- | ---- | ---- | ---- | ---- |
| 227  | 253  | 238  | 236  | 230  | 239  | 243  | 268  | 264  |

| 1901 | 1906 | 1911 | 1921 | 1926 | 1931 | 1936 | 1946 | 1954 |
| ---- | ---- | ---- | ---- | ---- | ---- | ---- | ---- | ---- |
| 255  | 254  | 292  | 251  | 213  | 235  | 239  | 209  | 214  |

| 1962 | 1968 | 1975 | 1982 | 1990 | 1999 | 2006 | 2011 | 2016 |
| ---- | ---- | ---- | ---- | ---- | ---- | ---- | ---- | ---- |
| 208  | 211  | 217  | 263  | 288  | 289  | 302  | 364  | 405  |

| 2021 | 2022 | - | - | - | - | - | - | - |
| ---- | ---- | - | - | - | - | - | - | - |
| 412  | 406  | - | - | - | - | - | - | - |

#### Pyramide des âges
La population de la commune est relativement jeune.
En 2018, le taux de personnes d'un âge inférieur à 30 ans s'élève à 45,5 %, soit au-dessus de la moyenne départementale (36,7 %). À l'inverse, le taux de personnes d'âge supérieur à 60 ans est de 13,0 % la même année, alors qu'il est de 24,9 % au niveau départemental.
En 2018, la commune comptait 215 hommes pour 211 femmes, soit un taux de 50,47 % d'hommes, légèrement supérieur au taux départemental (48,50 %).
Les pyramides des âges de la commune et du département s'établissent comme suit.
| Hommes | Classe d’âge | Femmes |
| ------ | ------------ | ------ |
| 0,0    | 90 ou +      | 0,5    |
| 2,5    | 75-89 ans    | 3,0    |
| 9,9    | 60-74 ans    | 10,1   |
| 14,8   | 45-59 ans    | 14,5   |
| 25,5   | 30-44 ans    | 28,3   |
| 18,1   | 15-29 ans    | 14,4   |
| 29,2   | 0-14 ans     | 29,1   |

| Hommes | Classe d’âge | Femmes |
| ------ | ------------ | ------ |
| 0,5    | 90 ou +      | 1,6    |
| 5,6    | 75-89 ans    | 8,9    |
| 16,7   | 60-74 ans    | 18,1   |
| 20,2   | 45-59 ans    | 19,2   |
| 18,9   | 30-44 ans    | 18,1   |
| 18,2   | 15-29 ans    | 16,2   |
| 19,9   | 0-14 ans     | 17,9   |

### Sports et loisirs
Un sentier de grande randonnée, le GR 128, ainsi que des chemins d'exploitations, sillonnent le territoire.

## Économie
Des exploitations agricoles sont présentes dans la commune (vaches, mais aussi poulets pour une exploitation).
Les activités économiques restent limitées, mais sont tout de même présentes dans cette commune d'environ 300 habitants : un café-brasserie, un plombier, un menuisier et une société de transport. S'y ajoutent des activités de loisirs : un camping, un club équestre, un gîte et une école de danse.

## Culture locale et patrimoine

### Lieux et monuments
- L'église Sainte-Agathe date du XVIIIe siècle.
- Le monument aux morts[50].

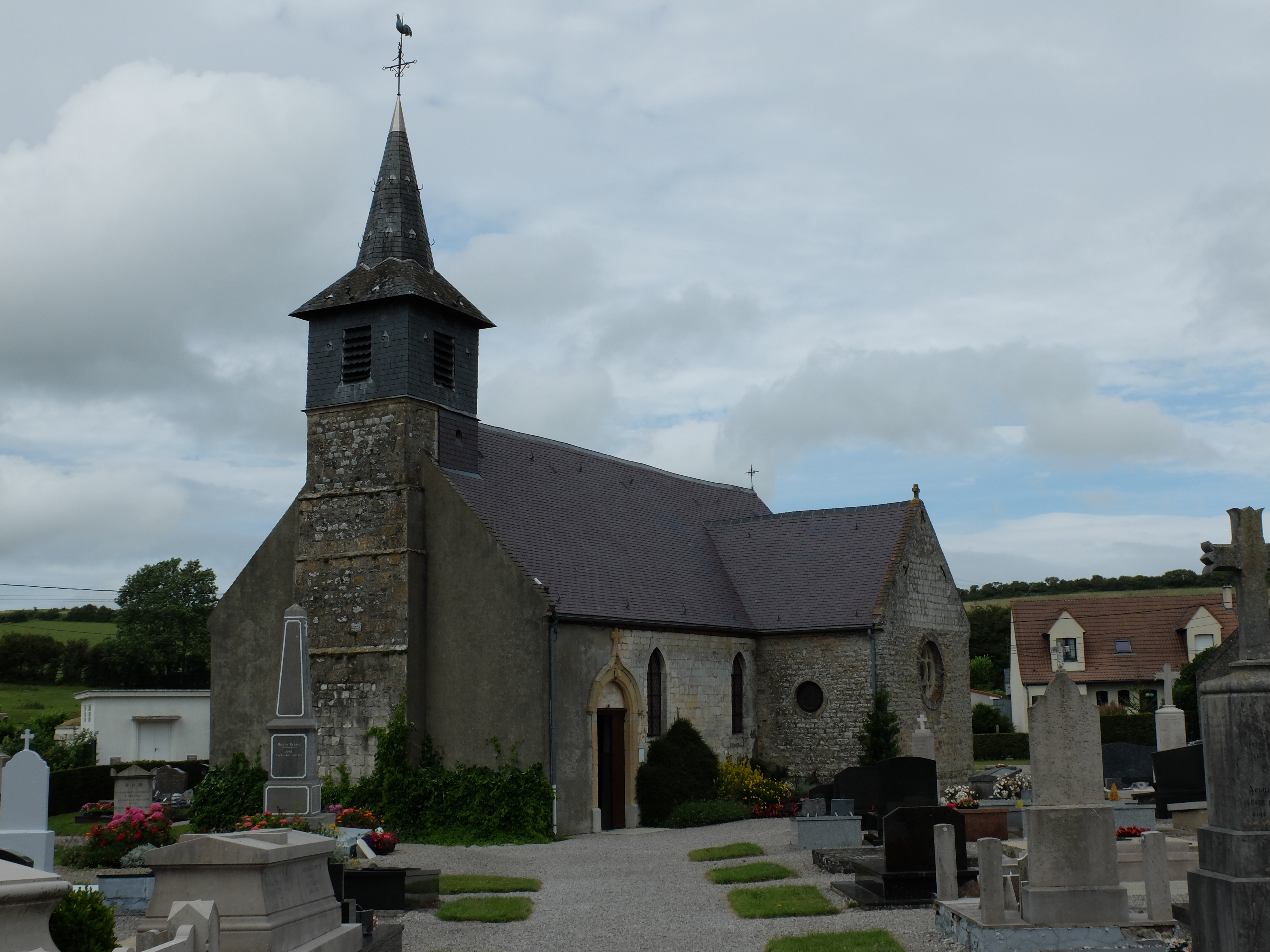
L'église Sainte-Agathe.
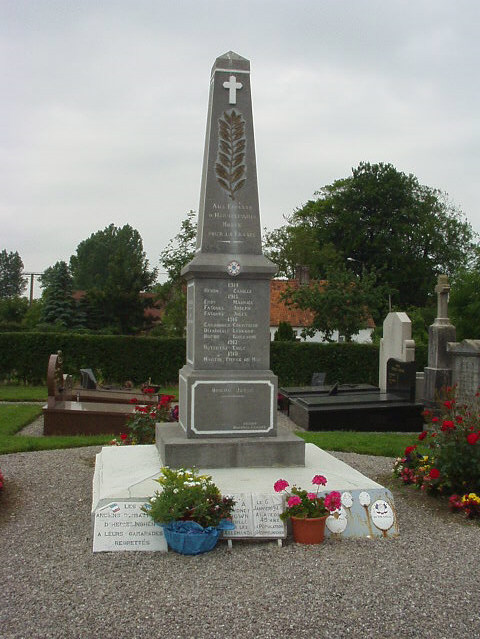
Le monument aux morts.

### Personnalités liées à la commune
- Christian Cabal (1943-2008), homme politique, né dans la commune.

### Héraldique
| Blason de Hermelinghen | Blason  | D'argent à la fasce ondée d'azur chargée de deux merlettes du champ et accompagnée de quatre merlettes de sable, trois rangées en chef et une en pointe. |
| Blason de Hermelinghen | Détails | Combinaison des armes : - De chevaliers porteurs du nom de la commune, prénommés Baudouin, seigneurs de Hermelinghen aux XIIe et XIIIe siècles, et qui portaient « une fasce ondée ». - A cette fasce ondée, aux couleurs réinventées, la commune a ajouté les merlettes de la famille picarde De Roussé, dont Michel de Roussé était seigneur et baron au XVIIe siècle, et qui portait « d'argent à cinq merlettes de sable, 3 et 2 ». Le statut officiel du blason reste à déterminer. |

## Pour approfondir